# فهرست خودروهای لامبورگینی
در زیر فهرستی از خودروهای لامبورگینی براساس ترتیب زمانی نوشته شده‌است. تنها مدل‌های اصلی نوشته شده و زیرمدل‌ها (نسخه‌های محدود، رودستر و…) ذکر نشده‌اند.
| فهرست وسایل نقلیه پیشین لامبورگینی | فهرست وسایل نقلیه پیشین لامبورگینی | فهرست وسایل نقلیه پیشین لامبورگینی                                                            | فهرست وسایل نقلیه پیشین لامبورگینی     | فهرست وسایل نقلیه پیشین لامبورگینی                                               | فهرست وسایل نقلیه پیشین لامبورگینی |
| مدل                                | دوره تولید                         | تعداد تولید شده                                                                               | موتور                                  | نهایت سرعت                                                                       | تصویر                              |
| ---------------------------------- | ---------------------------------- | --------------------------------------------------------------------------------------------- | -------------------------------------- | -------------------------------------------------------------------------------- | ---------------------------------- |
| ۳۵۰جی‌تی                            | ۱۹۶۴–۱۹۶۶                          | ۱۳۵                                                                                           | V12 ۳٫۴۶۴-لیتر                         | ۲۵۴ کیلومتر بر ساعت (۱۵۸ مایل بر ساعت)                                           |                                    |
| ۴۰۰جی‌تی                            | ۱۹۶۶–۱۹۶۸                          | ۲۴۷                                                                                           | V12 ۳٫۹۲۹-لیتر                         | ۲۴۹ کیلومتر بر ساعت (۱۵۵ مایل بر ساعت)                                           |                                    |
| میورا                              | ۱۹۶۶–۱۹۷۲                          | ۲۷۵ S: ۳۳۸ SV: ۱۵۰                                                                            | V12 ۳٫۹۲۹-لیتر                         | ۲۹۰ کیلومتر بر ساعت (۱۸۰ مایل بر ساعت) S: ۲۷۶ کیلومتر بر ساعت (۱۷۱ مایل بر ساعت) |                                    |
| اسپادا                             | ۱۹۶۸–۱۹۷۸                          | ۱۲۱۷                                                                                          | V12 ۳٫۹۲۹-لیتر                         | ۲۴۵ کیلومتر بر ساعت (۱۵۲ مایل بر ساعت)                                           |                                    |
| ایسلرو                             | ۱۹۶۸–۱۹۶۹                          | ۱۲۵ S: ۱۰۰                                                                                    | V12 ۳٫۹۲۹-لیتر                         | ۲۴۸ کیلومتر بر ساعت (۱۵۴ مایل بر ساعت) S: ۲۵۹ کیلومتر بر ساعت (۱۶۱ مایل بر ساعت) |                                    |
| جارما                              | ۱۹۷۰–۱۹۷۶                          | ۱۷۶ S: ۱۵۲                                                                                    | V12 ۳٫۹۲۹-لیتر                         | ۲۴۰ کیلومتر بر ساعت (۱۵۰ مایل بر ساعت)                                           |                                    |
| اوراکو                             | ۱۹۷۳–۱۹۷۹                          | P200: ۶۶ P250: ۵۲۰ P300: ۱۹۰                                                                  | V8 ۲٫۰-لیتر V8 ۲٫۵-لیتر V8 ۳٫۰-لیتر    | ۲۳۰ کیلومتر بر ساعت (۱۴۰ مایل بر ساعت)                                           |                                    |
| کونتاش                             | ۱۹۷۴–۱۹۹۰                          | LP500 Prototype: ۱ LP400: ۱۵۷ LP400S: ۲۳۷ LP500S: ۳۲۱ LP500S QV: ۶۷۶ 25th Anniversary: ۶۵۰    | V12 ۴٫۰-لیتر V12 ۵٫۰-لیتر V12 ۵٫۲-لیتر | ۲۵۴ کیلومتر بر ساعت (۱۵۸ مایل بر ساعت)-۲۹۵ کیلومتر بر ساعت (۱۸۳ مایل بر ساعت)    |                                    |
| سیلوت                              | ۱۹۷۶–۱۹۷۹                          | ۵۴                                                                                            | V8 ۳٫۰-لیتر                            | ۲۶۰ کیلومتر بر ساعت (۱۶۰ مایل بر ساعت)                                           |                                    |
| جالپا                              | ۱۹۸۱–۱۹۸۸                          | ۴۱۰                                                                                           | V8 ۳٫۵-لیتر                            | ۲۳۴ کیلومتر بر ساعت (۱۴۵ مایل بر ساعت)                                           |                                    |
| ال‌ام۰۰۲                            | ۱۹۸۶–۱۹۹۳                          | ۳۲۸                                                                                           | V12 ۵٫۱۷-لیتر                          | ۲۱۰ کیلومتر بر ساعت (۱۳۰ مایل بر ساعت)                                           |                                    |
| دیابلو                             | ۱۹۹۰–۲۰۰۱                          | ۲۸۸۴ GTR: ۳۰                                                                                  | V12 ۵٫۷-لیتر V12 ۶٫۰-لیتر              | ۳۳۰ کیلومتر بر ساعت (۲۱۰ مایل بر ساعت)                                           |                                    |
| مورسیه‌لاگو                         | ۲۰۰۱–۲۰۱۰                          | ۴۰۹۹                                                                                          | V12 ۶٫۲-لیتر V12 ۶٫۵-لیتر              | ۳۳۰ کیلومتر بر ساعت (۲۱۰ مایل بر ساعت)-۳۴۳ کیلومتر بر ساعت (۲۱۳ مایل بر ساعت)    |                                    |
| گالاردو                            | ۲۰۰۳–۲۰۱۳                          | ۱۴۰۲۲                                                                                         | V10 5.0-لیتر V10 5.2-لیتر              | ۳۰۹ کیلومتر بر ساعت (۱۹۲ مایل بر ساعت)-۳۲۵ کیلومتر بر ساعت (۲۰۲ مایل بر ساعت)    |                                    |
| رونتون                             | ۲۰۰۸–۲۰۱۰                          | کوپه:۲۰+۱ (برای موزه) رودستر: ۱۵                                                              | V12 ۶٫۵-لیتر                           | ۳۵۵٫۹۸ کیلومتر بر ساعت (۲۲۱٫۲۰ مایل بر ساعت)                                     |                                    |
| سستو المنتو                        | ۲۰۱۲                               | ۲۰                                                                                            | V10 ۵٫۲-لیتر                           | ۳۵۲ کیلومتر بر ساعت (۲۱۹ مایل بر ساعت)                                           |                                    |
| اگویستا                            | ۲۰۱۳                               | ۱                                                                                             | V10 ۵٫۲-لیتر                           | ۳۵۰ کیلومتر بر ساعت (۲۱۷ مایل بر ساعت)                                           |                                    |
| وننو                               | ۲۰۱۳–۲۰۱۴                          | آزمایشی: ۲ (یکی برای نمایش، یکی برای آزمایش) کوپه: ۳ رودستر: در حال تولید، ۹تا برنامه‌ریزی شده | V12 ۶٫۵-لیتر                           | ۳۵۶ کیلومتر بر ساعت (۲۲۱ مایل بر ساعت)                                           |                                    |

| خودروهای در حال تولید لامبورگینی | خودروهای در حال تولید لامبورگینی | خودروهای در حال تولید لامبورگینی | خودروهای در حال تولید لامبورگینی | خودروهای در حال تولید لامبورگینی       | خودروهای در حال تولید لامبورگینی |
| مدل                              | مدت تولید                        | تعداد تولید شده | موتور                            | سرعت بالا                              | تصویر |
| -------------------------------- | -------------------------------- | --- | -------------------------------- | -------------------------------------- | --- |
| اونتادور                         | ۲۰۱۱-در حال حاضر                 | در حال تولید Aventador J: ۱ LP700-4: ۲۳۹۲ LP700-4 رودستر: ۴۲۱ LP720-4 50th Anniversary کوپه: ۱۰۰ LP720-4 50th Anniversary رودستر ۱۰۰ LP750-4 SV: 600 LP750-4 SV رودستر: ۵۰۰ LP740-4 S: --- | V12 ۶٫۵ لیتری                    | ۳۴۹ کیلومتر بر ساعت (۲۱۷ مایل بر ساعت) | |
| اوراکان                          | ۲۰۱۴-در حال حاضر                 | کوپه: در تولید رودستر: در تولید | V10 ۵٫۲ لیتری                    | ۳۲۵ کیلومتر بر ساعت (۲۰۲ مایل بر ساعت) | |
| سنتناریو                         | ۲۰۱۶-در حال حاضر                 | کوپه: ۲۰ پیش‌بینی شده رودستر: ۲۰ پیش‌بینی شده | V12 ۶٫۵ لیتری                    | ۳۴۹ کیلومتر بر ساعت (۲۱۷ مایل بر ساعت) | The Centenario is a limited edition Lamborghini commemorating the 100th birthday of Automobili Lamorghini's founder Ferruccio Lamborghini. The 40 planned production models were sold ahead of the cars debut at Geneva this year. |
| اوروس                            | ۲۰۱۸                             | شاسی بلند:در تولید | V8 ۴٫۰ لیتری                     | ۳۰۵ کیلومتر بر ساعت (۱۹۰ مایل بر ساعت) | Lamborghini Urus at 2012 Pebble Beach Concours d'Elegance |